# Thomas Finck (Mathematiker)

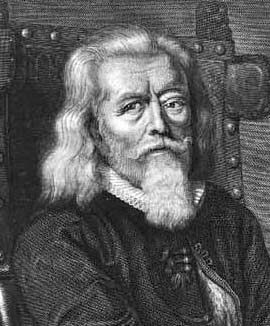
Thomas Finck.

Thomas Finck (auch: Fincke oder Finkius; * 6. Januar 1561 in Flensburg; † 24. April 1656 in Kopenhagen) war ein deutscher Mathematiker und Mediziner.

## Leben
Vorgebildet durch seinen Vater Jacob Finck, der schon bei Philipp Melanchthon gelernt hatte, besuchte er die Lateinschule in Flensburg und bezog 16-jährig die Universität Straßburg. Dort studierte er unter anderem bei Johannes Sturm und Conrad Dasypodius. Im Anschluss besuchte er die Universität Heidelberg, die Universität Jena, die Universität Wittenberg und die Universität Leipzig. Zurückgekehrt in seine Heimat, erledigte er häusliche Geschäfte und wendete sich an die Universität Basel. Hier veröffentlichte er 1583 das Werk „Geometriae rotundi libri XIV“, welches ein weit verbreitetes und anerkanntes Werk werden sollte.
Medizinischen Studien folgend, begibt er sich nach Italien, wo er in Padua, Pisa, Florenz und anderen Orten seiner Ausbildung nachgeht. 1587 geht er in das Schloss Gottorf, wo er als Leibarzt von Philipp von Schleswig-Holstein-Gottorf berufen wurde. Nach dessen Tode begibt er sich 1591 an die Universität Kopenhagen als Professor der Mathematik. Dort übernimmt er 1602 die Professur für Rhetorik, die er 1603 mit einer Professur für Medizin vertauscht und die er bis zu seinem Lebensende innehatte.
In Flensburg ist heutzutage die Thomas-Fincke-Straße nach ihm benannt.

## Werkauswahl

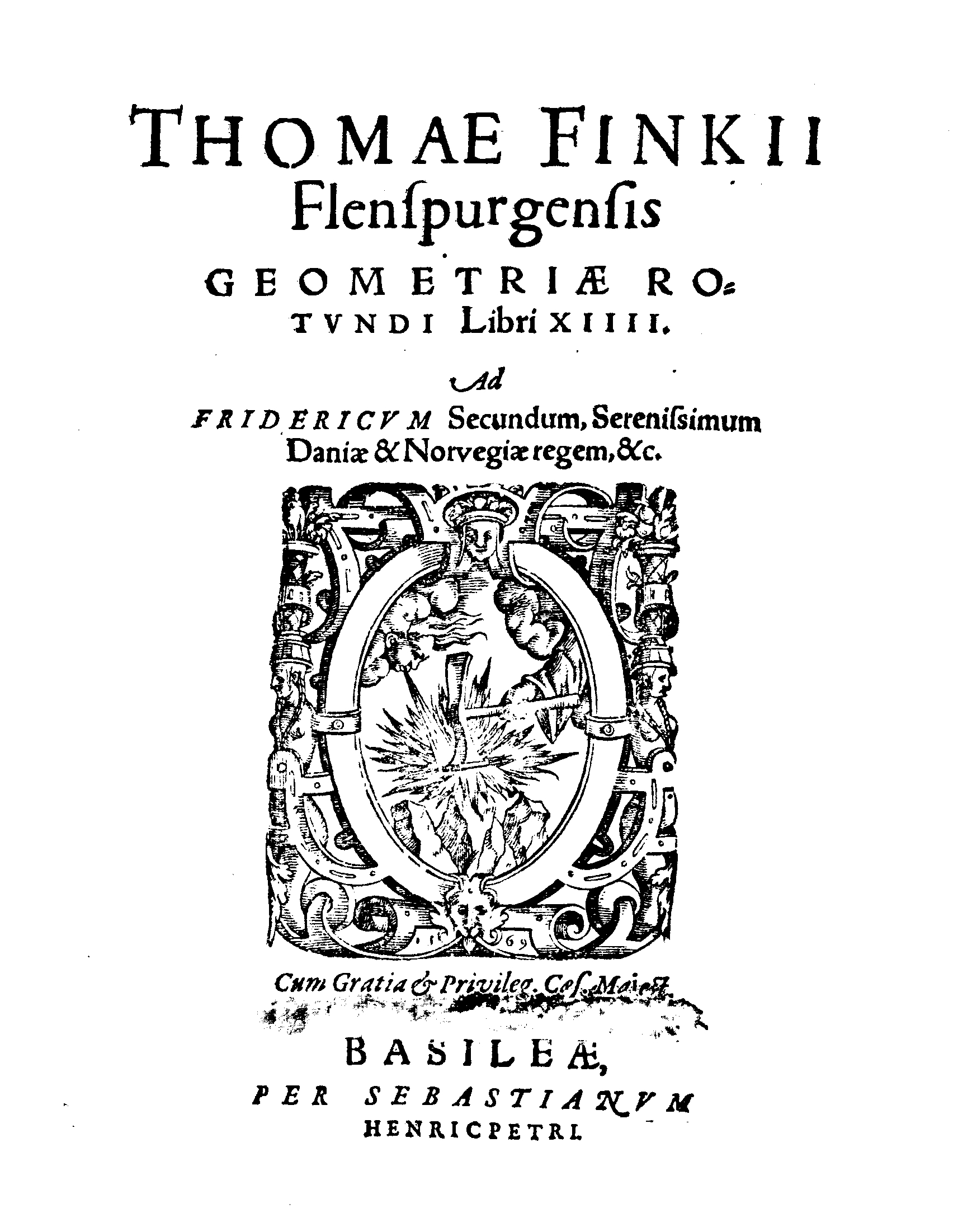
Geometriae rotundi libri XIIII, 1583

- Geometriae rotundi libri XIV, Basel 1583
- Horoscopographia, Basel 1583, Schleswig 1591
- De constitutione philosophiae mathematicae, 1591
- De Hypothesibus astroitronomicis
- De Constitutione Medicinae
- De Peste